# Sonic Adventure 2
 (septembre 2022).
Si vous disposez d'ouvrages ou d'articles de référence ou si vous connaissez des sites web de qualité traitant du thème abordé ici, merci de compléter l'article en donnant les références utiles à sa vérifiabilité et en les liant à la section « Notes et références ».
Sonic Adventure 2 est un jeu vidéo de plates-formes développé par Sonic Team et édité par Sega, sorti initialement sur Dreamcast le 23 juin 2001 pour célébrer les dix ans de la franchise. Une version GameCube intitulée Sonic Adventure 2 Battle sort ensuite le 20 décembre 2001 au Japon, et le 3 mai 2002 en Europe pour le lancement de la console. Un portage en haute définition sous le nom de Sonic Adventure 2 HD est sorti en téléchargement sur Xbox 360, PlayStation 3 et Microsoft Windows en octobre 2012.
Sonic Adventure 2 fait suite au jeu Sonic Adventure et marque la première apparition dans la série des personnages de Shadow et Rouge. Il est le dernier jeu Sonic sorti sur Dreamcast et, plus généralement encore, le tout dernier sur une console de Sega (la firme ayant abandonné ensuite la fabrication de consoles pour se consacrer au développement de jeux pour les consoles d'éditeurs tiers). Sorti en fin de vie de la Dreamcast, c'est davantage la version GameCube qui est dans les mémoires. Celle-ci s'est vendue à 2,56 millions d'exemplaires, soit le 8e jeu le plus vendu de la console de Nintendo.

## Personnages principaux

### Team Heroes
- Sonic : hérisson bleu supersonique, capable de courir à la vitesse du son.
- Tails : renard jaune à deux queues, meilleur ami de Sonic. Passionné de mécanique, il adore construire et réparer des avions (il utilise dans cet opus le Cyclone, amélioration du Tornado II utilisé dans Sonic Adventure).
- Knuckles : puissant échidné rouge qui a pour mission de protéger l'Émeraude Mère (Master Emerald) sur Angel Island.

### Team Dark
- Shadow : hérisson noir, création du Professeur Gérald Robotnik, considéré comme le « sosie » maléfique de Sonic.
- Dr. Eggman : principal ennemi de la série Sonic, qui veut rassembler les sept émeraudes du chaos et utiliser leur pouvoir afin de détruire le monde.
- Rouge : chauve-souris, portant des tenues très féminines, mettant en avant ses formes et ses atouts de séduction. Passionnée par les bijoux, c'est une redoutable voleuses de trésors.

## Scénario
L'aventure commence lorsqu'Eggman retrouve le journal intime de son grand-père, le professeur Gerald Robotnik. Il y découvre l'existence d'une puissante arme secrète scellée dans une base militaire. Après avoir infiltré la base et libéré cette arme, celle-ci se révèle être Shadow, un hérisson noir ressemblant beaucoup à Sonic, qui promet à Eggman d'exaucer un de ses vœux. Il lui demande de le rejoindre dans la salle de contrôle de la colonie spatiale ARK avec des émeraudes du chaos, puis disparaît.
Parallèlement, Rouge, à la recherche de bijoux, essaie de subtiliser l'Émeraude Mère (Master Emerald), capable de contrôler le pouvoir des émeraudes du chaos, à son gardien Knuckles. Pendant qu'ils se disputent, Eggman tente de la voler. Pour empêcher cela, Knuckles brise l'émeraude dont les fragments s'éparpillent de par le monde. Rouge et lui se mettent à la recherche des morceaux dispersés.
Sonic, emprisonné pour un vol commis en réalité par Shadow, s'échappe et rencontre pour la première fois son double, tenant dans sa main une émeraude du chaos dont il peut se servir pour voyager dans l'espace et le temps (Chaos Control).
Ayant réussi à s'introduire dans la base d'Eggman, Rouge trouve un téléporteur programmé vers la colonie spatiale ARK. Étonnée (la colonie ayant été fermée cinquante ans auparavant), la chauve-souris décide de se rendre sur l'ARK pour découvrir ce qu'il s'y passe. Eggman, parvenant à atteindre la salle de contrôle de la colonie, se voit présenter par Shadow une arme capable de détruire une planète entière, l'Eclipse Cannon. Cependant, pour la réactiver, il est nécessaire de retrouver les émeraudes du chaos afin d'alimenter la machine. Eggman comprend alors la demande prononcée par Shadow après son réveil mais ne sait pas où trouver les autres émeraudes. Apparaît alors Rouge, qui se propose d'aider Eggman à les retrouver. Malgré ses motivations obscures, elle est acceptée dans l'équipe.
Avec six émeraudes en poche, Eggman réalise une allocution télévisée, promettant de détruire la Terre après 24 heures s'il n'a pas ce qu'il veut, faisant la démonstration de son pouvoir en détruisant la moitié de la Lune grâce à l'Eclipse Cannon. Sonic et Tails assistent à la scène et partent à la recherche d'Eggman. Ils rencontrent Knuckles qui leur annonce qu'il croit avoir localisé sa base dans une pyramide. Malgré plusieurs pièges d'Eggman sur leur route, nos héros parviennent à s'introduire dans une fusée à destination de l'ARK.
La route est dangereuse et les fragments de l'Émeraude Mère récupérés par Knuckles se perdent dans l'espace. En les recherchant, il tombe sur Rouge qu'il sauve d'une chute potentiellement mortelle. Comme une récompense, celle-ci lui remet tous les fragments qu'elle possède, ce qui permet à Knuckles de reconstituer l'Émeraude Mère.
Sur l'ARK, Tails révèle qu'il a conçu une fausse émeraude du chaos, qui possède les mêmes caractéristiques qu'une vraie mais en moins puissant, pour piéger Eggman. Pendant que Sonic rejoint la salle de contrôle avec cette fausse émeraude, Tails se fait capturer par Eggman qui convainc Sonic de le rejoindre pour sauver son ami. Sonic s'exécute et remet l'émeraude à Eggman en échange de la libération de Tails. Eggman qui avait préalablement compris le stratège, enferme Sonic avec l'émeraude dans une capsule qu'il propulse à pleine vitesse hors de la colonie. Dans un geste désespéré, Sonic invoque le Chaos Control en utilisant la fausse émeraude et parvient à s'extirper de la capsule avant qu'elle n'explose. Croyant Sonic mort, Tails provoque Eggman en duel. De leur côté, Sonic et Shadow se livrent un combat épique avant de détruire le canon, marquant la fin des deux histoires principales.
Mais la colonie, par un procédé informatique mis en place il y a cinquante ans qui empêche d'annuler le programme une fois lancé, se met à chuter vers la Terre dans le but de détruire toute vie. Le seul moyen de l'arrêter est d'atteindre rapidement le centre du canon et de désactiver la source d'énergie en utilisant l'Émeraude Mère pour annuler le pouvoir des émeraudes du chaos. Au centre du canon, le prototype de la forme de vie ultime Biolizard veille sur le système d'énergie, et Shadow se charge de calmer le monstre.
Alors que tout semblait gagné, le monstre Biolizard utilise le Chaos Control pour se téléporter sur le canon à la surface de l'ARK et emmener celle-ci avec son poids en collision avec la Terre. Sonic et Shadow deviennent respectivement Super Sonic et Super Shadow grâce à l'énergie des sept émeraudes, et défient le monstre. Une fois Biolizard anéanti, Sonic et Shadow utilisent un Chaos Control combiné afin de téléporter l'ARK sur une orbite sans danger mais au prix du sacrifice de Shadow. Sonic part avec ses amis de la colonie et fait ses adieux au hérisson noir.

## Système de jeu

### Mode aventure
Le joueur a le choix entre deux histoires : l'une suit l'aventure de Sonic, Knuckles et Tails (Hero Side), l'autre celle de Shadow, Rouge et Eggman (Dark Side). Bien que les péripéties soient différentes d'une histoire à l'autre et que l'échelle de temps ne soit pas toujours la même, les deux histoires se recoupent : ainsi, le joueur comprendra certains éléments d'une histoire en jouant à l'autre. En terminant les deux histoires, le joueur débloque une histoire finale (Last Story) qui regroupe tous les personnages voulant arrêter la chute de l'ARK.
Contrairement à Sonic Adventure, le joueur n'explore pas le monde dans lequel se passe l'action. L'intrigue est racontée uniquement par les cinématiques et le jeu est une succession de niveaux où le joueur incarne, chacun leur tour, l'un des trois personnages de l'aventure concernée.
Les grandes lignes du système de jeu restent similaires aux autres jeux Sonic : le joueur doit franchir les obstacles pour parvenir à la fin du niveau, et peut récolter des anneaux (rings) tout au long du parcours. Trois différents types de gameplay sont disponibles suivant le personnage contrôlé :
- un gameplay basé sur la vitesse pour Sonic et Shadow. Le but est d'arriver à la fin du niveau le plus rapidement possible. Ils peuvent sauter sur leurs ennemis (Homing Attack) ou se mettre en boule pour les heurter. Nouveauté de ce jeu, ils peuvent aussi monter et glisser sur des rampes ou des rails. Si les deux hérissons sont touchés en ayant des anneaux, ils les perdent, et une partie d'entre eux tombe à terre et peut être récupéré durant un court délai. S'ils n'ont pas d'anneau lorsqu'ils sont touchés, ils perdent une vie et recommencent le niveau au dernier checkpoint traversé. Si le joueur perd toutes ses vies, la partie est terminée et il peut recommencer le niveau depuis le début ou retourner au menu du jeu ;
- un gameplay basé sur l'exploration pour Knuckles et Rouge. Comme avec Knuckles dans Sonic Adventure, le joueur doit trouver trois fragments d'Éméraude Mère (ou trois objets) dissimulés dans un niveau, aidé d'indices sur le parcours et d'icones en bas de l'écran qui changent de couleur en fonction de la distance qui sépare le personnage de l'objet à trouver. Les deux personnages peuvent donner des coups, escalader les murs, creuser et planer sur de courtes distances. Le système d'anneaux et de vies est le même qu'avec Sonic et Shadow ;
- un gameplay basé sur le tir pour Tails et Eggman à l'image des niveaux de E-102 Gamma de Sonic Adventure. Tails est installé dans le Cyclone et Eggman dans un de ses robots. Pour neutraliser les ennemis, les deux personnages doivent verrouiller les cibles avec un laser et leur tirer dessus. Une barre de vie diminue à chaque fois que Tails et Eggman sont touchés, et ils perdent une vie quand celle-ci est vide. Cette barre de vie peut être remplie grâce aux anneaux ramassés. Contrairement à Sonic Adventure, il n'y a pas de temps limité pour ces niveaux.

Différents pouvoirs peuvent être trouvés dans les niveaux pour améliorer chaque personnage et leur conférer de nouvelles aptitudes, comme le Light Speed Dash de Metal Harbor et Flame Ring de Crazy Gadget pour Sonic.
À la fin de chaque niveau, une note de A à E (A étant la meilleure note) est attribuée en fonction du temps écoulé, du nombre d'ennemis touchés et du nombre d'anneaux ramassés.
Parallèlement à l'aventure, le jeu se termine en récupérant 180 emblèmes. Chaque niveau réussi permet d'obtenir un emblème. En rejouant aux niveaux et en réalisant des missions définies, le joueur peut obtenir quatre emblèmes supplémentaires par niveau :
- deuxième emblème : récupérer 100 anneaux le plus vite possible ;
- troisième emblème : récupérer un Chao caché dans le niveau le plus vite possible ;
- quatrième emblème : terminer le niveau dans un temps limité ;
- dernier emblème : terminer le niveau en mode difficile.

Lorsqu'un personnage obtient toutes les notes A dans tous les niveaux qui lui sont accessibles, un autre emblème est obtenu.
Une fois les 180 emblèmes obtenus, le niveau Green Hill est débloqué. Il s'agit d'une version en trois dimensions du premier niveau du premier jeu Sonic.

### Mode multijoueur
Ce mode exploite le gameplay des niveaux du mode d'aventure.
- Mode course : les deux joueurs font la course pour arriver en premier à la fin du niveau (personnages jouables : Sonic, Shadow, Amy, Metal Sonic).
- Mode combat : les joueurs doivent viser et tirer sur l'adversaire pour vider sa barre de vie (personnages jouables : Tails, Eggman, Big, Chao Walker).
- Mode chasse au trésor : les joueurs doivent trouver un ou plusieurs fragments d'émeraude (personnages jouables : Rouge, Knuckles, Tikal, Chaos).
- Mode course de kart : les joueurs peuvent s'affronter sur trois pistes différentes à bord de karts (personnages jouables : Sonic, Tails, Knuckles, Eggman, Rouge, Shadow, un Chao et Eggrobo).

### Jardins Chao
Le joueur peut se rendre dans les jardins Chao pour élever des « Chao », petites créatures avec une tête en forme de goutte d'eau. Des objets peuvent être récupérés dans les niveaux d'action pour augmenter les capacités des Chao. Il est possible de les faire participer à des courses ou à des combats pour gagner des emblèmes.
Ils apparaissent d'abord sous la forme d'un œuf, puis, une fois éclos, sous la forme d'un bébé. Ils évoluent ensuite pour devenir un Hero Chao, un Dark Chao ou un Chao neutre, et ensuite se réincarnent ou meurent. Il existe différents jardins pour chaque espèce : le Hero Garden est un espace vert sous un ciel bleu avec un bâtiment blanc et un étang bleu, tandis que dans le Dark Garden est un espace rocailleux où le ciel est noir et l'eau rouge (faisant allusion au sang).

## Niveaux
| Niveau               | Lieu                 | Personnage joué |
| -------------------- | -------------------- | --------------- |
| City Escape          | Central City         | Sonic           |
| Boss : Bigfoot       | Central City         | Sonic           |
| Wild Canyon          | Désert               | Knuckles        |
| Prison Lane          | Prison Island        | Tails           |
| Boss : Dr Eggman     | Prison Island        | Tails           |
| Metal Harbor         | Prison Island        | Sonic           |
| Boss : Shadow        | Prison Island        | Sonic           |
| Green Forest         | Prison Island        | Sonic           |
| Pumpkin Hill         | Montagnes            | Knuckles        |
| Mission Street       | Central City         | Tails           |
| Route 101            | Central City         | Tails           |
| Aquatic Mine         | Montagnes            | Knuckles        |
| Hidden Base          | Désert               | Tails           |
| Pyramid Cave         | Désert               | Sonic           |
| Death Chamber        | Désert               | Knuckles        |
| Boss : King Boom Boo | Désert               | Knuckles        |
| Boss : Egg Golem     | Désert               | Sonic           |
| Eternal Engine       | Colonie Spatiale ARK | Tails           |
| Meteor Herd          | Colonie Spatiale ARK | Knuckles        |
| Boss : Rouge         | Colonie Spatiale ARK | Knuckles        |
| Crazy Gadget         | Colonie Spatiale ARK | Sonic           |
| Boss : Dr Eggman     | Colonie Spatiale ARK | Tails           |
| Final Rush           | Colonie Spatiale ARK | Sonic           |
| Boss : Shadow        | Colonie Spatiale ARK | Sonic           |

| Niveau            | Lieu                 | Personnage joué |
| ----------------- | -------------------- | --------------- |
| Iron Gate         | Prison Island        | Dr Eggman       |
| Boss : Hotshot    | Prison Island        | Shadow          |
| Radical Highway   | Central City         | Shadow          |
| Dry Lagoon        | Désert               | Rouge           |
| Sand Ocean        | Désert               | Dr Eggman       |
| Egg Quarters      | Désert               | Rouge           |
| Lost Colony       | Colonie Spatiale ARK | Dr Eggman       |
| Weapons Bed       | Prison Island        | Dr Eggman       |
| Boss : Tails      | Prison Island        | Dr Eggman       |
| Security Hall     | Prison Island        | Rouge           |
| Boss : Flying Dog | Prison Island        | Rouge           |
| Boss : Sonic      | Prison Island        | Shadow          |
| White Jungle      | Prison Island        | Shadow          |
| Route 280         | Central City         | Rouge           |
| Sky Rail          | Montagnes            | Shadow          |
| Mad Space         | Colonie Spatiale ARK | Rouge           |
| Boss : Knuckles   | Colonie Spatiale ARK | Rouge           |
| Cosmic Wall       | Colonie Spatiale ARK | Dr Eggman       |
| Boss : Tails      | Colonie Spatiale ARK | Dr Eggman       |
| Final Chase       | Colonie Spatiale ARK | Shadow          |
| Boss : Sonic      | Colonie Spatiale ARK | Shadow          |

| Niveau             | Lieu                 | Personnage joué             |
| ------------------ | -------------------- | --------------------------- |
| Cannon’s Core      | Colonie Spatiale ARK | Tails                       |
| Cannon’s Core      | Colonie Spatiale ARK | Dr Eggman                   |
| Cannon’s Core      | Colonie Spatiale ARK | Rouge                       |
| Cannon’s Core      | Colonie Spatiale ARK | Knuckles                    |
| Cannon’s Core      | Colonie Spatiale ARK | Sonic                       |
| Boss : Biolizard   | Colonie Spatiale ARK | Shadow                      |
| Boss : Finalhazard | Colonie Spatiale ARK | Super Sonic et Super Shadow |

## Développement

### Création
Sonic Adventure 2 a été développé par Sonic Team USA, créée en 1999 par douze anciens membres de la Sonic Team partis s'installer à San Francisco. Les niveaux et les environnements sont inspirés des États-Unis, notamment de San Francisco et du parc national de Yosemite. Par rapport à son prédécesseur, il y avait une volonté de donner davantage d'influences américaines au jeu
Le développement a commencé en septembre 1999, peu de temps après la sortie en Amérique de Sonic Adventure, et a duré 18 mois. Une première bande annonce est présentée au salon E3 en juin 2000, et mentionne trois personnages jouables : Sonic, Knuckles et Eggman. Il est alors probable que le jeu ait été d'abord pensé avec trois scénarios distincts, comme dans Sonic Adventure . 

### Musique
Comme pour Sonic Adventure, la musique est composée par Jun Senoue, via le groupe Crush 40. Les genres sont variés, avec notamment du rock, de l'electro, du jazz et de la techno. Chaque personnage a un thème musical propre et un genre musical qui ressort dans ses niveaux : par exemple du rap pour Knuckles, des musiques sensuelles entre le jazz et la bossa nova pour Rouge ou du hard metal pour Eggman. Le thème principal, Live and Learn, est un morceau de hard rock avec des paroles. Il est utilisé lors du combat final.

## Voix

### Voix japonaises
- Jun'ichi Kanemaru : Sonic
- Atsuki Murata : Tails
- Taeko Kawata : Amy
- Nobutoshi Kanna : Knuckles
- Kōji Yusa : Shadow
- Rumi Ochiai : Rouge
- Etsuko Kozakura : Omochao
- Tomoko Sasaki : Chaos
- Karoi Aso ; Tikal
- Chikao Ōtsuka : Eggman, Gerald Robotnik
- Yuri Shiratori : Maria
- Kinryū Arimoto : Président
- Mami Horikoshi : Secrétaire
- Koji Ochiai : F-6t Big Foot, B-3x Hotshot
- Toru Okawa : R-/A Flying Dog

### Voix anglaises
- Ryan Drummond : Sonic
- Connor Bringas : Tails
- Jennifer Drouillard : Amy
- Scott Dreier : Knuckles, R-/A Flying Dog
- David Humprey : Shadow
- Lani Minella : Rouge, Omochao
- Elara Distler : Tikal
- Deem Bristow : Eggman
- Moriah Angeline : Maria
- Steve Brodie : Président
- Sue Wakefield : Secrétaire
- Marc Biagi : Gerald Robotnik, F-6t Big Foot, B-3x Hotshot

## Sonic Adventure 2 Battle
Sonic Adventure 2 Battle est une version améliorée de Sonic Adventure 2, sorti le 20 décembre 2001 au Japon et le 3 mai 2002 en Europe sur GameCube. Le jeu a gagné de nouvelles fonctionnalités, dont de nouvelles options pour le mode multijoueur et la possibilité de connecter le jeu avec Sonic Advance sur Game Boy Advance. Parmi les modifications en multijoueur, Big est remplacé par Dark Chao Walker dans le mode combat et le Chao et Eggrobo ne sont pas disponibles pour la course de karts.

## Accueil
Le jeu sort exactement dix ans après Sonic the Hedgehog. Pour l'occasion, le jeu est vendu dans un pack spécial anniversaire avec un CD des musiques de Sonic, une pièce à l'effigie de Sonic et un résumé de son histoire.

### Critiques
La réception du jeu par la presse est très favorable. Selon Metacritic, la moyenne de ses notes de 89/100 (basé sur 18 critiques).
Le jeu est salué pour son scénario et son gameplay. Les critiques apprécient le mode multijoueur, la quête des 180 emblèmes et le jardin Chao qui permettent de profiter du jeu au-delà de l'histoire principale. IGN lui met 9,4/10 et le considère comme « un des meilleurs jeux Sonic de tous les temps » en rajoutant que « s'il s'agit du dernier Sonic sur Dreamcast, on peut se satisfaire que la console n'ait pas mal fini, mais fini en beauté ». Sonic Adventure 2 se voit néanmoins reprocher de nombreux problèmes de caméra, et Jeuxvideo.com regrette sa durée de vie limitée en solo.
La version GameCube reçoit de moins bonnes notes, se voyant reprocher le manque d'améliorations et de nouveautés par rapport à la version Dreamcast, malgré la correction de quelques défauts techniques.
Les avis des joueurs sont également très positifs. En attestent par exemple des notes moyennes des joueurs sur Jeuxvideo.com de 18/20 pour la version Dreamcast et de 17,9/20 pour la version GameCube.

### Ventes
Sonic Adventure 2 sur Dreamcast s'est vendu à 120 000 exemplaires au Japon.
Sur GameCube, Sonic Adventure 2 Battle s'est vendu à 2,56 millions d'exemplaires, dont 1,7 million en Amérique du Nord et 590 000 en Europe. Il s'agit du 8e jeu le plus vendu sur GameCube, derrière Metroid Prime et devant Pokémon Colosseum.

## Postérité

### Jeux vidéo
Certaines nouveautés apportées par Sonic Adventure 2 se retrouvent dans les jeux suivants de la série.
- Le concept d'équipes de trois personnages ayant leurs propres aptitudes deviendra le cœur du gameplay de Sonic Heroes, sorti en 2004.

- Les personnages de Shadow et Rouge, introduits dans ce jeu, deviendront des personnages clés de la série. Shadow aura même son jeu à lui, Shadow the Hedgehog, sorti en 2005.

- Dans Sonic Generations, sorti en 2011, plusieurs niveaux de Sonic Adventure 2 sont repris et adaptés : le niveau City Escape et le combat contre Shadow sur l'ARK dans les versions salon, le niveau Radical Highway et le combat contre Biolizard dans la version 3DS.

- La glissade sur les rampes sera également repris dans la majorité des jeux suivants (mais ne nécessite pas de chaussures spéciales comme dans Sonic Adventure 2).

- Dans Sonic x Shadow Generations sorti en 2024, les zones Space Colony Ark et Radical Highway ont été reprises et réadaptées, ainsi que le boss Biolizard.

- Dans Sonic Racing: Crossworlds, prévu pour 2025, un circuit est inspiré de Metal Harbor.

### Autres médias
- Les épisodes 33 à 38 de la série animée Sonic X, diffusés pour la première fois au Japon fin 2003, retracent l'histoire de Sonic Adventure 2.

- A la fin de Sonic 2, le film sorti en 2022, Shadow est révélé, ce qui laisse un lien de Sonic Adventure 2 pour le troisième film. Cependant cette adaptation de Sonic Adventure 2 diffère du scénario du jeu car Shadow n'a pas été créé dans une station spatiale par Gerald Robotnik mais trouver dans une météorite qui s'est écrasée sur Terre et Maria n'a jamais été malade et a vécu sa vie sur Terre jusqu'à sa mort prématurée et quant à Gerald, il n'a jamais été exécuté par le G.U.N. mais enfermé dans une prison ultra-secrète qui lui coupait tout contact avec sa famille jusqu'à sa libération où il a pu rencontrer son petit-fils Ivo (Eggman) qu'il n'a jamais connu dans l'univers des jeux.

- Sonic Prime utilise des éléments et des contextes de Sonic Adventure 2 comme le Chaos Control ; le style de combat de Shadow avec l'énergie jaune semble aussi faire référence à son jeu d'origine. Au cours de la deuxième saison, Sonic et Shadow sont contraints de collaborer pour arranger la situation comme lors de leur association à la fin de Sonic Adventure 2. Lors de sa rencontre avec Nine, un alter ego de Tails, Shadow se décrit lui-même comme la "forme de vie ultime", une autre allusion à sa première apparition dans Sonic Adventure 2.